# 奧爾德曼斯鎮區 (新澤西州)
奧爾德曼斯鎮區（英語：Oldmans Township）是位於美國新澤西州塞勒姆縣的一個鎮區。

## 地方資料
奧爾德曼斯鎮區的面積為53.58平方千米，當中陸地面積為50.53平方千米，而水域面積為3.05平方千米。根據2020年美國人口普查的數據，當地共有人口1910人，而人口密度為每平方千米35.65人。